# Alfred Renoleau
Alfred Renoleau est un céramiste français né en 1854 et mort en 1930. Il est connu pour sa spectaculaire production de faïences naturalistes inspirées des créations de Bernard Palissy.

## Biographie
Rien ne destinait ce fils de coiffeur et coiffeur lui-même à devenir un faïencier connu. Mais Alfred Renoleau est un admirateur de Bernard Palissy et un créateur qui va passer par diverses périodes.
Après des essais à partir de 1880 à Mansle, puis de premières véritables productions en 1888 à Roumazières, il crée les faïences d'art d'Angoulême en 1891. Ses créations explorent une vaste gamme de techniques : faïence, grès flammés, irisés ou à cristallisations. Les grès « art nouveau » sont produits à partir de 1905.

## Œuvres
Le « genre Palissy » est obtenu par moulage, création d'un noyau, puis d'un moule et enfin tirage de la pièce crue par estampage dans le moule. Ces créations signées AR sont des poissons, couleuvres, lézards, grenouilles sur des plats ovales ou en forme de feuille, surtout dans les tons de vert.
À côté de son travail de créateur, ses ateliers produisent un catalogue de modèles très diversifiés : vaisselle aux décors variés sur des assiettes octogonales ou rondes, à bords souvent lobés ; petits pots et tous types de vases, jardinières, cendriers publicitaires.
Les réclames insérées dans le journal la Charente vantaient des « objets de fantaisie et de luxe pour cadeaux, bibelots, services de table sur commande, services à dessert, chiffres et armoiries ».

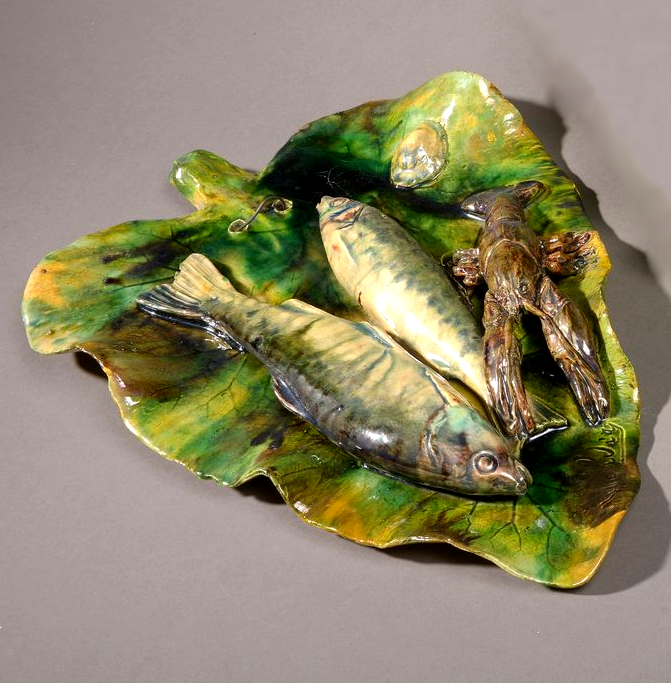
Plat en forme de feuille, Alfred Renoleau.
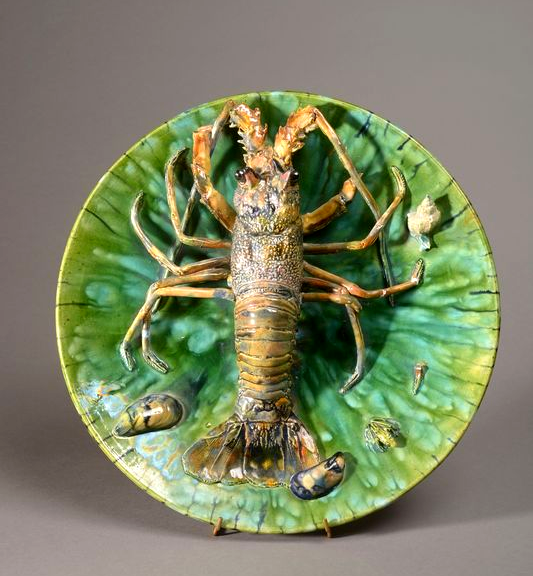
Plat rond au homard, Alfred Renoleau.